# Presidente Betancourt
Pour les articles homonymes, voir Betancourt.
Presidente Betancourt est l'une des sept paroisses civiles de la municipalité d'Alberto Adriani dans l'État de Mérida au Venezuela. Sa capitale est El Vigía, chef-lieu de la municipalité.